# Dickebusch Old Military Cemetery
Dickebusch Old Military Cemetery is een Britse militaire begraafplaats met gesneuvelden uit de Eerste en Tweede Wereldoorlog, gelegen in het Belgische dorp Dikkebus (Ieper). De begraafplaats ligt vlak bij de dorpskerk en werd ontworpen door John Truelove. Ze wordt onderhouden door de Commonwealth War Graves Commission. Het terrein heeft een onregelmatige vorm met een oppervlakte van ongeveer 990 m² en wordt omgeven door een natuurstenen muur. Het Cross of Sacrifice staat centraal in de linkerhelft van de begraafplaats. In de onmiddellijke nabijheid liggen de Dickebusch New Military Cemetery en de Dickebusch New Military Cemetery Extension. Er worden 57 doden herdacht. 

## Geschiedenis
Deze kleine begraafplaats werd door de troepen als frontlijnbegraafplaats gebruikt in januari, februari en maart 1915. Er liggen 47 doden uit de Eerste Wereldoorlog waaronder 43 Britten (2 konden niet geïdentificeerd worden), 3 Canadezen en 1 onbekende Duitser. De 78 Franse militairen die hier ook begraven waren werden na de oorlog verwijderd. De Britse graven die op het nabij gelegen kerkhof lagen werden later verwijderd. Twee militairen die oorspronkelijk op dit kerkhof (Dickebusch Churchyard) lagen, maar wiens graven niet meer teruggevonden werden, worden herdacht met een Special Memorial.
In mei 1940 werden hier nog 10 Britten (waarvan 2 onbekenden) begraven die sneuvelden tijdens de terugtrekking van de Britse troepen naar Duinkerke. 
De begraafplaats werd in 2009 als monument beschermd.

### Graf
- Kapitein Denzil Newton van de Princess Patricia's Canadian Light Infantry (Eastern Ontario Regiment) was ridder in de Orde van de Rijzende Zon (Japan) en lid van de Royal Victorian Order (MVO). Hij sneuvelde op 9 januari 1915 in de leeftijd van 35 jaar.